# I Know You Want Me (Calle Ocho)
"I Know You Want Me (Calle Ocho)" is een nummer van de Amerikaanse rapper Pitbull. Het werd in Nederland op 1 juni 2009 uitgebracht op single van het vierde studioalbum Rebelution. Het behaalde de eerste positie in de Nederlandse Top 40.
Het nummer is een remix van 75 Brazil Street door Nicola Fasano Vs Pat Rich dat op zijn beurt Street Player van Chicago samplet. De subtitel Calle Ocho is een verwijzing naar de straat in Miami.

## Videoclip
De videoclip werd 9 maart 2009 via Ultra Records gepubliceerd op YouTube en is ruim 187 miljoen keer bekeken. In de clip danst Pitbull met een paar vrouwen en zijn enkele woorden van de songtekst te zien.

## Commercieel succes
I Know You Want Me (Calle Ocho) is Pitbulls meest succesvolle nummer. Het bereikte de tweede plek in de Amerikaanse Billboard Hot 100, Vlaanderen en de Single Top 100 en behaalde in de 27ste week van 2009 de eerste plek in de Nederlandse Top 40 en versloeg hiermee Madcons Beggin', dat de lijst twee weken piekte. Verder behaalde het in enkele landen de top tien, waaronder Canada, Italië en (Wallonië).

### Wereldwijd
| Lijst (2009)                           | Piek |
| -------------------------------------- | ---- |
| Vlaanderen                             | 1    |
| Wallonië                               | 7    |
| Canada                                 | 3    |
| Nederlandse Top 40                     | 1    |
| Eurochart Hot 100 Singles              | 48   |
| Duitsland                              | 15   |
| Israël                                 | 9    |
| Italië                                 | 10   |
| Zwitserland                            | 10   |
| Turkije                                | 1    |
| Verenigd Koninkrijk                    | 54   |
| U.S. Billboard Hot 100                 | 2    |
| U.S. Billboard Hot Dance Club Play     | 27   |
| U.S. Billboard Hot Dance Singles Sales | 2    |
| U.S. Billboard Hot R&B/Hip-Hop Songs   | 96   |
| U.S. Billboard Hot Latin Songs         | 14   |
| U.S. Billboard Hot Rap Tracks          | 4    |
| U.S. Billboard Pop 100                 | 2    |

### Hitnotering
| "I Know You Want Me (Calle Ocho)" in de Nederlandse Top 40 - binnen: 13-06-2009 | "I Know You Want Me (Calle Ocho)" in de Nederlandse Top 40 - binnen: 13-06-2009 | "I Know You Want Me (Calle Ocho)" in de Nederlandse Top 40 - binnen: 13-06-2009 | "I Know You Want Me (Calle Ocho)" in de Nederlandse Top 40 - binnen: 13-06-2009 | "I Know You Want Me (Calle Ocho)" in de Nederlandse Top 40 - binnen: 13-06-2009 | "I Know You Want Me (Calle Ocho)" in de Nederlandse Top 40 - binnen: 13-06-2009 | "I Know You Want Me (Calle Ocho)" in de Nederlandse Top 40 - binnen: 13-06-2009 | "I Know You Want Me (Calle Ocho)" in de Nederlandse Top 40 - binnen: 13-06-2009 | "I Know You Want Me (Calle Ocho)" in de Nederlandse Top 40 - binnen: 13-06-2009 | "I Know You Want Me (Calle Ocho)" in de Nederlandse Top 40 - binnen: 13-06-2009 | "I Know You Want Me (Calle Ocho)" in de Nederlandse Top 40 - binnen: 13-06-2009 | "I Know You Want Me (Calle Ocho)" in de Nederlandse Top 40 - binnen: 13-06-2009 | "I Know You Want Me (Calle Ocho)" in de Nederlandse Top 40 - binnen: 13-06-2009 | "I Know You Want Me (Calle Ocho)" in de Nederlandse Top 40 - binnen: 13-06-2009 | "I Know You Want Me (Calle Ocho)" in de Nederlandse Top 40 - binnen: 13-06-2009 | "I Know You Want Me (Calle Ocho)" in de Nederlandse Top 40 - binnen: 13-06-2009 | "I Know You Want Me (Calle Ocho)" in de Nederlandse Top 40 - binnen: 13-06-2009 |
| Week                                                                            | 1                                                                               | 2                                                                               | 3                                                                               | 4                                                                               | 5                                                                               | 6                                                                               | 7                                                                               | 8                                                                               | 9                                                                               | 10                                                                              | 11                                                                              | 12                                                                              | 13                                                                              | 14                                                                              | 15                                                                              |                                                                                 |
| ------------------------------------------------------------------------------- | ------------------------------------------------------------------------------- | ------------------------------------------------------------------------------- | ------------------------------------------------------------------------------- | ------------------------------------------------------------------------------- | ------------------------------------------------------------------------------- | ------------------------------------------------------------------------------- | ------------------------------------------------------------------------------- | ------------------------------------------------------------------------------- | ------------------------------------------------------------------------------- | ------------------------------------------------------------------------------- | ------------------------------------------------------------------------------- | ------------------------------------------------------------------------------- | ------------------------------------------------------------------------------- | ------------------------------------------------------------------------------- | ------------------------------------------------------------------------------- | ------------------------------------------------------------------------------- |
| Nummer                                                                          | 23                                                                              | 13                                                                              | 6                                                                               | 1                                                                               | 1                                                                               | 1                                                                               | 1                                                                               | 1                                                                               | 2                                                                               | 4                                                                               | 4                                                                               | 7                                                                               | 11                                                                              | 21                                                                              | 32                                                                              | uit                                                                             |

| "I Know You Want Me (Calle Ocho)" in de Nederlandse Single Top 100 - binnen: 06-06-2009 | "I Know You Want Me (Calle Ocho)" in de Nederlandse Single Top 100 - binnen: 06-06-2009 | "I Know You Want Me (Calle Ocho)" in de Nederlandse Single Top 100 - binnen: 06-06-2009 | "I Know You Want Me (Calle Ocho)" in de Nederlandse Single Top 100 - binnen: 06-06-2009 | "I Know You Want Me (Calle Ocho)" in de Nederlandse Single Top 100 - binnen: 06-06-2009 | "I Know You Want Me (Calle Ocho)" in de Nederlandse Single Top 100 - binnen: 06-06-2009 | "I Know You Want Me (Calle Ocho)" in de Nederlandse Single Top 100 - binnen: 06-06-2009 | "I Know You Want Me (Calle Ocho)" in de Nederlandse Single Top 100 - binnen: 06-06-2009 | "I Know You Want Me (Calle Ocho)" in de Nederlandse Single Top 100 - binnen: 06-06-2009 | "I Know You Want Me (Calle Ocho)" in de Nederlandse Single Top 100 - binnen: 06-06-2009 | "I Know You Want Me (Calle Ocho)" in de Nederlandse Single Top 100 - binnen: 06-06-2009 | "I Know You Want Me (Calle Ocho)" in de Nederlandse Single Top 100 - binnen: 06-06-2009 | "I Know You Want Me (Calle Ocho)" in de Nederlandse Single Top 100 - binnen: 06-06-2009 | "I Know You Want Me (Calle Ocho)" in de Nederlandse Single Top 100 - binnen: 06-06-2009 | "I Know You Want Me (Calle Ocho)" in de Nederlandse Single Top 100 - binnen: 06-06-2009 | "I Know You Want Me (Calle Ocho)" in de Nederlandse Single Top 100 - binnen: 06-06-2009 | "I Know You Want Me (Calle Ocho)" in de Nederlandse Single Top 100 - binnen: 06-06-2009 | "I Know You Want Me (Calle Ocho)" in de Nederlandse Single Top 100 - binnen: 06-06-2009 | "I Know You Want Me (Calle Ocho)" in de Nederlandse Single Top 100 - binnen: 06-06-2009 | "I Know You Want Me (Calle Ocho)" in de Nederlandse Single Top 100 - binnen: 06-06-2009 | "I Know You Want Me (Calle Ocho)" in de Nederlandse Single Top 100 - binnen: 06-06-2009 | "I Know You Want Me (Calle Ocho)" in de Nederlandse Single Top 100 - binnen: 06-06-2009 | "I Know You Want Me (Calle Ocho)" in de Nederlandse Single Top 100 - binnen: 06-06-2009 | "I Know You Want Me (Calle Ocho)" in de Nederlandse Single Top 100 - binnen: 06-06-2009 |
| Week                                                                                    | 1                                                                                       | 2                                                                                       | 3                                                                                       | 4                                                                                       | 5                                                                                       | 6                                                                                       | 7                                                                                       | 8                                                                                       | 9                                                                                       | 10                                                                                      | 11                                                                                      | 12                                                                                      | 13                                                                                      | 14                                                                                      | 15                                                                                      | 16                                                                                      | 17                                                                                      | 18                                                                                      | 19                                                                                      | 20                                                                                      | 21                                                                                      | 22                                                                                      |                                                                                         |
| --------------------------------------------------------------------------------------- | --------------------------------------------------------------------------------------- | --------------------------------------------------------------------------------------- | --------------------------------------------------------------------------------------- | --------------------------------------------------------------------------------------- | --------------------------------------------------------------------------------------- | --------------------------------------------------------------------------------------- | --------------------------------------------------------------------------------------- | --------------------------------------------------------------------------------------- | --------------------------------------------------------------------------------------- | --------------------------------------------------------------------------------------- | --------------------------------------------------------------------------------------- | --------------------------------------------------------------------------------------- | --------------------------------------------------------------------------------------- | --------------------------------------------------------------------------------------- | --------------------------------------------------------------------------------------- | --------------------------------------------------------------------------------------- | --------------------------------------------------------------------------------------- | --------------------------------------------------------------------------------------- | --------------------------------------------------------------------------------------- | --------------------------------------------------------------------------------------- | --------------------------------------------------------------------------------------- | --------------------------------------------------------------------------------------- | --------------------------------------------------------------------------------------- |
| Nummer                                                                                  | 22                                                                                      | 10                                                                                      | 5                                                                                       | 2                                                                                       | 2                                                                                       | 2                                                                                       | 2                                                                                       | 2                                                                                       | 3                                                                                       | 5                                                                                       | 8                                                                                       | 10                                                                                      | 17                                                                                      | 24                                                                                      | 33                                                                                      | 47                                                                                      | 62                                                                                      | 55                                                                                      | 63                                                                                      | 64                                                                                      | 89                                                                                      |                                                                                         |                                                                                         |

| Nummer | 26 | 14 | 3 | 2 | 1 | 1 | 2 | 2 | 1 | 2 | 2 | 3 | 5 | 13 | 17 | 17 | 26 | 39 | 46 |

## Tracklist

### Download
1. "I Know You Want Me (Calle Ocho)" — 04:07

### Ep
1. "I Know You Want Me (Calle Ocho)" [More English Radio Edit] — 03:40
2. "I Know You Want Me (Calle Ocho)" [Radio Edit] — 04:04
3. "I Know You Want Me (Calle Ocho)" [More English Mix] — 03:03
4. "I Know You Want Me (Calle Ocho)" [More English Extended Mix] — 04:26

## Trivia
- Professionele darter José de Sousa gebruikt het nummer als opkomstnummer.